# Zwarte donderdag (Guatemala)
Zwarte donderdag (Spaans: jueves negro) is de benaming voor een serie gewelddadige politieke demonstraties op 24 juli 2003 in Guatemala-Stad.
De demonstraties waren ingegeven door een beslissing van het Guatemalteekse hooggerechtshof vier dagen eerder om de presidentscampagne van de voormalige dictator Efraín Ríos Montt, kandidaat voor het Guatemalteeks Republikeins Front (FRG), still te leggen. Twee centrumrechtse oppositiepartijen hadden betoogd dat het Ríos Monnt grondwettelijk verboden was deel te nemen aan de presidentsverkiezingen, daar deze in 1982 een staatsgreep had gepleegd en de grondwet van Guatemala personen die hebben deelgenomen aan staatsgrepen uitsluit voor het presidentschap. Het hooggerechtshof gebood Ríos Montt zijn campagne te staken in afwachting van een definitief verdict.
Ríos Montt beschuldigde het hooggerechtshof van politieke manipulatie en gebood FRG-aanhangers de straat op te gaan om de protesteren tegen de beslissing. Op 24 februari ontwrichtten FRG-demonstranten, waarvan sommigen gewapend, het openbare leven in de hoofdstad volledig. Zij blokkeerden het verkeer, staken gebouwen en auto's in brand, belaagden vestigingen van andere politieke partijen en media, en bedreigden tegenstanders. De acties werden geleid door vooraanstaande FRG-politici, waaronder Ríos Montts dochter Zury Ríos Montt, en vanuit het hele land had de FRG bussen geregeld om aanhangers naar de hoofdstad te vervoeren. Sommige media berichtten zelfs dat werknemers in overheidsdienst in gemeentes met een FRG-bestuur werden bedreigd met ontslag als zij niet mee zouden werken. De journalist Héctor Fernando Ramírez poogde tijdens de rellen een collega die werd bedreigd in veiligheid te brengen, maar overleed op de vlucht aan een hartaanval.
Op 31 juli herzag het hooggerechtshof zijn beslissing en werd het Ríos Montt alsnog toegestaan deel te nemen aan de presidentsverkiezingen. De argumentatie was dat de grondwet in 1985 was ingevoerd, terwijl Ríos Montts staatsgreep drie jaar eerder had plaatsgevonden, en de grondwet niet retroactief kon worden toegepast. Ríos Montt eindigde in de verkiezingen uiteindelijk op een derde plaats, achter Óscar Berger en Álvaro Colom.
Verschillende FRG-politici werden na afloop van de rellen aangeklaagd wegens de dood van Ramírez en onder huisarrest geplaatst. Uiteindelijk werden zij echter vrijgesproken. Wel werden vier FRG-prominenten schuldig bevonden aan racisme wegens beledigende uitspraken jegens Maya's.